# Андоне, Флорин
Флорин Андоне (рум. Florin Andone; род. 11 апреля 1993, Joldești, Ботошани) — румынский футболист, нападающий клуба «Эльденсе».

## Клубная карьера
В 2005 году, в возрасте 12 лет, после того, как его отец погиб в автомобильной аварии Андоне переехал в Винарос (Валенсия). Он сразу присоединился к молодёжному клубу «Винарос», а в 2008 году перешёл в «Кастельон».
Профессиональный дебют состоялся 16 января 2011 года в матче Сегунды B против клуба «Ориуэла». Андоне появился ещё в трёх матчах и позже клуб вылетел в низшую лигу.
2 июня 2011 года Андоне перешёл в «Вильярреал», вернувшись в молодёжный футбол.
15 августа 2013 Флорин на сезон был отдан в аренду в «Атлетико Балеарес». Там он забил 12 голов в 34 матчах.
3 июля 2014 Андоне подписал трёхлетний контракт с клубом «Кордова», где сначала выступал за резервную команду. 29 ноября того же года он получил вызов в основную команду, которую возглавлял Мирослав Джукич.
Дебют за основную команду состоялся 3 декабря 2014 года, заменив на 57-й минуте Хиско, в матче Кубка Испании 2014/15 против «Гранады». В ответном матче той же встречи Андоне забил дебютный гол за клуб.
5 января 2015 года дебютировал в Ла-Лиге. В домашней игре против клуба «Эйбар» Андоне сумел забить гол на 10 секунде, что стало самым быстрым результатом среди клубов из Андалусии и 4-м в целом.
В октябре 2015 года Флорин с четырьмя забитыми голами стал игроком месяца в Сегунде.
В январе 2016 года «Севилья», «Малага», «Саутгемптон», «Астон Вилла» и «Стяуа» проявляли интерес к румынскому нападающему, но он продлил контракт с «Кордовой» до 2018 года.
3 апреля 2016 года Андоне оформил свой первый хет-трик в матче против клуба «Химнастик» (4ː4).
25 мая 2018 года Андоне ушёл из «Депортиво», который вылетел из Примеры в Сегунду, и перешёл в «Брайтон», подписав с ним 5-летний контракт. По информации СМИ, сумма трансфера составила 6 миллионов евро. 1 декабря 2018 года в матче с «Хаддерсфилдом» Андоне забил свой первый гол за «Брайтон».
2 сентября 2019 года на сезон был отдан в аренду в турецкий клуб «Галатасарай». 20 сентября дебютировал в турецкой Суперлиге в гостевом матче против «Ени Малатьяспор». 1 октября Андоне дебютировал в Лиге чемпионов в домашней игре против французского клуба «Пари Сен-Жермен».
23 августа 2021 года на правах аренды на год подписал контракт с испанским клубом «Кадис».
1 сентября 2022 года в последний день летнего трансферного окна подписал однолетний контракт с клубом «Лас-Пальмас». Он помог им подняться в высший дивизион, забив два гола, но ушел в июле 2023 года, так как его контракт истек.
30 июля 2023 года Андоне подписал двухлетний контракт с «Эльденсе», недавно перешедшим во второй дивизион.

## Карьера за сборную
Андоне заявил, что его мечта играть за национальную сборную Румынии, несмотря на проживание в Испании в течение большей части своей жизни. Впервые он был вызван тренером сборной Ангел Йордэнеску на матч квалификации на чемпионат Европы 2016 против сборной Фарерских островов. Дебют же состоялся 13 июня в том же розыгрыше в матче против сборной Северной Ирландии.

### Голы за сборную
| # | Дата           | Место                                   | Соперник | Счёт | Результат | Турнир                  |
| - | -------------- | --------------------------------------- | -------- | ---- | --------- | ----------------------- |
| 1 | 17 ноября 2015 | Ренато Даль Ара, Болонья, Италия        | Италия   | 2-2  | 2-2       | Товарищеский матч       |
| 2 | 17 ноября 2019 | Национальный стадион, Бухарест, Румыния | Испания  | 1-2  | 1-2       | Квалификация на ЧЕ 2020 |

## Достижения
«Галатасарай»
- Обладатель Суперкубка Турции: 2019

«Лас-Пальмас»
- Серебряный призёр Сегунды: 2022/23

### Личные
- Игрок месяца Ла Лиги: декабрь 2016